# Zoeterwoude
Zoeterwoude este o comună în provincia Olanda de Sud, Țările de Jos.

## Localități componente
Zoeterwoude-Dorp, Zoeterwoude-Rijndijk, Gelderswoude, Weipoort, Westeinde, Zuidbuurt. 